# Port lotniczy Charków-Północ
Port lotniczy Charków-Północ (ICAO: UKHV) – port lotniczy położony 4 km na północ od Charkowa, w obwodzie charkowskim, na Ukrainie.